# Tripteroides ceylonensis
Tripteroides ceylonensis är en tvåvingeart som beskrevs av Theobald 1905. Tripteroides ceylonensis ingår i släktet Tripteroides och familjen stickmyggor.
Artens utbredningsområde är Sri Lanka. Inga underarter finns listade i Catalogue of Life.